# دانشکده دامپزشکی دانشگاه شهید چمران اهواز
دانشکدهٔ دامپزشکی دانشگاه شهید چمران اهواز یکی از دانشکده‌های قدیمی دانشگاه اهواز می‌باشد. این دانشکده در سال ۱۳۵۳ به پیشنهاد کریم میربابایی، استاد بازنشستهٔ دانشگاه تهران و عضو هیئت علمی دانشگاه جندی شاپور اهواز، گروه دامپزشکی به صورت یکی از گروه‌های دانشکدهٔ کشاورزی این دانشگاه تأسیس شد. در آذر ماه ۱۳۵۶ تأسیس و از مهر ماه ۱۳۵۷ با پذیرش دانشجو برای دکترای عمومی (دکترای حرفه‌ای) دامپزشکی شروع به فعالیت کرد.

## تاریخچه
این دانشکده در سال ۱۳۵۳ به پیشنهاد کریم میربابایی، استاد بازنشستهٔ دانشگاه تهران و عضو هیئت علمی دانشگاه جندی شاپور اهواز، گروه دامپزشکی به صورت یکی از گروه‌های دانشکدهٔ کشاورزی این دانشگاه تأسیس شد. این دانشکده سه سال بعد، در تاریخ ۱۳ آذر ماه ۱۳۵۶ طی حکم شماره ۱۲۷۹۹ مورخ ۱۳/۹/۱۳۵۶ به سرپرستی ناصر حقوقی راد مستقل از دانشکدهٔ کشاورزی شروع به کار کرد. یکی از برنامه‌های ریاست و معاونت آموزشی وقت دانشگاه حذف دورهٔ لیسانس دامپزشکی و تدوین دورهٔ دکترای عمومی دامپزشکی در دانشکدهٔ جدید التاسیس دامپزشکی بود.
سرانجام اواخر فروردین ماه ۱۳۵۷ برنامهٔ آموزشی دورهٔ دکترای عمومی دامپزشکی تهیه و با تأیید شورای منتخب برای مدیریت دانشگاه ارسال شد و توسط شورای دانشگاه نیز برنامه تأیید شد.

## گروه‌های آموزشی
- علوم پایه
- پاتوبیولوژی
- بهداشت مواد غذایی
- علوم درمانگاهی
- بهداشت دام، طیور و آبزیان

## کتابخانه
کتابخانهٔ دانشکدهٔ دامپزشکی دانشگاه شهید چمران اهواز در سال ۱۳۵۶ در ساختمان کوچکی، که در منتهی الیه دانشکدهٔ کشاورزی واقع شده بود آغاز بکار کرد. هجده سال بعد، یعنی در سال ۱۳۷۴ با افتتاح بیمارستان دامپزشکی به علت اینکه دانشجویان دامپزشکی بعد از سال پنجم ملزم به گذراندن دروس کلینیکی و علوم درمانگاهی بودند و به دلیل نیاز اطلاعاتی اساتید و دانشجویان یک کتابخانه نیز در بیمارستان با وسعت ۲۵۰ متر مربع تأسیس شد که در طبقهٔ همکف بیمارستان دامپزشکی قرار داشت و کتاب‌های کلینیکی را به آن منتقل کردند. مجدداً در سال ۱۳۷۸ دو کتابخانهٔ دانشکده و بیمارستان در هم ادغام شدند. در سال ۱۳۸۰ به دلیل کثرت مراجعان و کمبود فضا، ریاست وقت دانشکده تصمیم گرفت که کلاس‌های ساخته شده در طبقهٔ بالای بیمارستان را تغییر کاربری دهد و تبدیل به کتابخانه گردد. به این ترتیب کتابخانه به طبقهٔ بالای بیمارستان به فضایی به مساحت ۵۸۵ متر مربع انتقال پیدا کرد.

## ماجرای انحلال پس از انقلاب
با پیروزی انقلاب ۱۳۵۷ و تغییرات به‌عمل آمده در برنامه‌ریزی آموزشی وزارت فرهنگ و آموزش عالی سابق، تصمیم گرفته شد که از چهار دانشکدهٔ دامپزشکی فعال کشور ۲ دانشکدهٔ دامپزشکی ارومیه و اهواز منحل و دانشجویان این ۲ دانشکده به دانشکده‌های دامپزشکی تهران و شیراز منتقل شوند.
اما مقاومت و اعتراضات اساتید و دانشجویان دانشکده‌های فوق در برابر این تصمیم و نیز پیگیری مسئولان دانشگاه باعث شد تا سرانجام از مهرماه ۱۳۶۵ با پذیرش دانشجو در مقطع دکترای عمومی در دانشکدهٔ دامپزشکی دانشگاه شهید چمران موافقت شود و روند پیشرفت و توسعه دانشکده ادامه یابد.